# Darjeeling Tea Company
La Darjeeling Tea Company est une entreprise britannique de production de thé Darjeeling implantée en Inde.

## Historique
En 1841, les premiers théiers sont introduits dans la région de Darjeeling par le surintendant Campbell. Le stade expérimental se termine en 1854, et la Darjeeling Tea Company voit le jour en 1856,, avec quatre plantations dont celle d'Alubari. En 1866, la production de la compagnie est de 225 tonnes dans ce secteur et elle possède 39 plantations. Trois ans plus tard, elle en compte 56.
Dans les années 1860 à 1880, la Darjeeling Tea Company fait venir des travailleurs du Népal.
En 1897, elle est en activité.
L'entreprise est démantelée lors de la décolonisation de l'Inde.